# Bryn Terfel
Bryn Terfel Jones CBE (Pant Glas, 9 de novembro de 1965) é um baixo-barítono britânico. É inicialmente associado com os papéis das óperas de Mozart e Wagner.

## Biografia
Bryn Terfel Jones nasceu em Pant Glas, Caernarfonshire. Seu pai foi um fazendeiro. Sua língua materna é o galês. Ele sabia da existência de outro barítono galês chamado Bryn Jones, então Terfel escolheu o nome Bryn Terfel para ser seu nome profissional. Terfel demonstrou interesse e talento para a música desde muito jovem. Sua família e amigos ensinaram-no como cantar, começando com músicas tradicionais de seu país. Depois de vencer inúmeras competições de canto, Terfel mudou-se para Londres em 1984 e ingressou na Guildhall Escola de Música e Drama, onde ele estudou sob os ensinamentos de Rudolf Piernay. Ele graduou-se em 1989, vencendo o Prêmio Kathleen Ferrier e a Medalha de Ouro. Ele ganhou o segundo lugar, perdendo para Dmitri Hvorostovsky, no BBC Cardiff Singer of the World.
Em 2003, Terfel tornou-se Comandante da Ordem do Império Britânico (CBE), recebendo a honra do então Príncipe de Gales, hoje rei Carlos III do Reino Unido.

### Carreira
Em 1990, Terfel fez sua estreia operística como Gugliemo em Così Fan Tutte, de Mozart na Ópera Nacional Galesa, e posteriormente no mesmo ano ele cantou o papel título de Le nozze di Figaro, também de Mozart - papel no qual fez sua estreia na English National Opera, em 1991. Sua carreira operística internacional começou em 1991, quando ele cantou Die Zauberflöte, de Mozart no teatro La Monnaie, em Bruxelas, e fez sua estreia nos Estados Unidos, cantando Figaro na Ópera de Santa Fé. Em 1992, fez sua estreia na Royal Opera House, em Covent Garden, no papel de Masetto, em Don Giovanni, com Thomas Allen. No mesmo ano, Terfel fez sua estreia no Festival de Páscoa Salzburg, cantando o papel de Spirit Messenger em Die Frau ohne Schatten. Terfel fez sua estreia na Ópera Estatal de Viena com o papel de Figaro e no Covent Garden, como Masetto, em Don Giovanni. No mesmo ano, assinou um contrato exclusivo de gravações com a Deutsche Grammophon e retornou para a Ópera Nacional Galesa para cantar o papel de Ford em Falstaff. Em 1993, gravou o papel de Wilfred Shadbolt em The Yeomen of the Guard (ou The Merryman and His Maid), de Arthur Sullivan (com libretto de W. S. Gilbert), e cantou Figaro, tendo sido muito aclamado no Théâtre du Châtelet, em Paris. Terfel também disse que adoraria gravar um álbum com árias de Gilbert e Sullivan.
Em 1994, Terfel cantou Figaro no Covent Garden, estreando também no Metropolitan Opera e no Teatro Nacional de São Carlos em Lisboa, no mesmo papel. Cantou a Sinfonia n.º 8 de Gustav Mahler, no Festival de Ravinia, em Highland Park (Illinois), sob a batuta de James Levine. Em 1996, Terfel expandiu seu repertório, incluindo nele Wagner, cantando Wolfram, em Tannhäuser, no Metropolitan Opera, e Stravinsky, cantando Nick Shadow em The Rake's Progress na  Ópera Nacional Galesa. Em 1997, Terfel fez sua estreia no La Scala, com o papel de Figaro. Em 1998, fez um recital no Carnegie Hall, onde cantou obras de Wolf, Fauré, Brahms, Schumann e Schubert, entre outros. Em 1999, apresentou-se em Paris com o papel título de Don Giovanni e fez sua estreia com Falstaff na Ópera Lírica de Chicago (posteriormente repetindo a performance na Royal Opera House).
Em 2007, Terfel apresentou o Ciclo do Anel, no Covent Garden, cantando novamente no Metropolitan Opera. Em 2009 cantou Scarpia, da Tosca, de Puccini, e Dutchman, de Der fliegende Holländer, de Wagner, no Royal Opera House.

### Vida pessoal
Bryn Terfel foi casado com Lesley, uma paixão de infância de 1987 até 2013. O casal tem três filhos: Tomos, Morgan e Deio Sion. É casado com a harpista Hannah Stone desde 2019, com a qual tem 2 filhos.
Em setembro de 2007, Bryn foi criticado por não participar do Ciclo do Anel no Covent Garden, pois seu filho de seis anos, Deio, teve que fazer três operações no seu braço, que estava quebrado.
Ele e sua família vivem em Bontnewynd, perto de Caernarfon, Gwynedd, Gales.